# Хадльгримюр Хельгасон
Ха́дльгримюр Хе́льгасон (исл. Hallgrímur Helgason, род. 18 февраля 1959) — современный исландский писатель и художник. Родился в 1959 году в Рейкьявике. C 1979 по 1980 год обучался в Исландской академии искусств, а в период 1981 по 1982 год — в Академии художеств Мюнхена. После этого начал карьеру писателя и художника. В 1990 году вышел его первый роман — «Хелла» (Hella). Однако широкую известность писатель получил после выхода романа «101 Рейкьявик» (101 Reykjavík), опубликованного в 1996 году. Спустя четыре года по мотивам этого произведения исландским режиссёром Балтазаром Кормакуром был снят одноимённый фильм. Будучи художником, Хадльгримюр Хельгасон также организует выставки собственных работ по всему миру. В 2008 написал «Советы по домоводству для наёмного убийцы» (10 ráð til að hætta að drepa fólk og byrja að vaska upp) и в 2011 — Konan sem kyssti of mikið — «Женщина при 1000 °С», которые были изданы и переведены на русский язык издательством «АСТ», серия «Corpus».
В 2023 году в издательстве "Городец" вышел роман «Шестьдесят килограммов солнечного света» (Sextíu kíló af sólskini), получивший Исландскую литературную премию (2019), а также награду за Лучшую переводную книгу года в Германии (2020) и Лучшую аудиокнигу в Исландии (2021).